# 卡斯泰尔韦内雷
卡斯泰尔韦内雷（義大利語：Castelvenere），是意大利贝内文托省的一个市镇。总面积15.2平方公里，人口2559人，人口密度168.4人/平方公里（2009年）。ISTAT代码为062019。